# 오케스트라 리허설
오케스트라 리허설(Prova D'Orchestra, Orchestra Rehearsal)은 독일(구 서독)에서 제작된 페데리코 펠리니 감독의 1978년 드라마, 코미디 영화이다. 발딘 바스 등이 주연으로 출연하였다.

## 출연

### 주연
- 발딘 바스
- 클라라 콜로시모

### 조연
- 엘리자베스 라비
- 로널드 바라치
- 페르디난도 빌레라
- 지오바니 자바론

## 제작진
- 미술: 단테 페레티
- 의상: 가브리엘라 페스쿠치